# IBM JX
IBM JX — персональный компьютер, выпущенный в 1984 году на рынки Японии, Австралии и Новой Зеландии японским подразделением компании International Business Machines.

## Описание
Этот компьютер был основан на IBM PCjr и получил обозначение IBM 5511. На австралийском рынке он был ориентирован на сектор государственного образования, а не на потребителей, и продавался в виде трёх моделей: JX (64 КиБ), JX2 (128 КиБ) и JX3 (256 КиБ); при этом было доступно увеличение оперативной памяти до 384 КиБ и 512 КиБ. JX был первым IBM PC, в котором использовались 3,5-дюймовые дисководы. IBM Japan рассчитывала продать 200 000 единиц JX, но было произведено только 40 000 единиц, в 1987 году производство было прекращено, а оставшиеся не реализованными 15 000 единиц были раздарены сотрудникам в честь 50-летия компании. В качестве операционной системы использовался IBM PC DOS, а в качестве встроенного языка программирования задействован Advanced BASIC.